# Scirpophaga xanthopygata
Scirpophaga xanthopygata là một loài bướm đêm trong họ Crambidae.